# 外交部國際傳播司
外交部國際傳播司（簡稱國傳司）為中華民國外交部部內單位之一。主要業務為國際傳播，包括對媒體發表言論有關於邦交、斷交或是國際大事等。

## 歷史
原本外交部的國內外新聞是由「外交部新聞文化司」負責。2012年9月外交部改組後，新聞文化司改為「外交部公眾外交協調會」，主要業務為外交事務的國內宣傳。
- 1947年5月2日，行政院新聞局在南京新街口國貨大樓成立，下設三業務處。其中「行政院新聞局第二處」專門負責國際宣導。
- 1954年1月1日，行政院恢復行政院新聞局原有建制。
- 1968年12月，新聞局改組，第二處改為行政院新聞局國際宣傳處。
- 1981年2月，國際宣傳處更名為行政院新聞局國際新聞處。
- 2012年5月20日，行政院新聞局裁撤改為行政院發言人室後，國際新聞處、外媒聯絡室及《台灣光華雜誌》之業務移交外交部後，隨之成立「外交部國際傳播司籌備處」。9月1日「外交部國際傳播司」正式成立。

## 組織架構

### 國際傳播司
一、國際新聞傳播業務之推動、督導與考核。

二、國際新聞交流與合作事項之推動。

三、國際輿情彙報研析。

四、國際傳播視聽與文字資料之製作、發行與運用。

五、國際媒體駐華記者之新聞服務及訪華記者之接待。

六、其他有關國際傳播事項。

### 科組業務
1. 綜合規劃科

2. 輿情彙蒐科

3. 交流合作科

4. 專案管理科

5. 外媒服務科

6. 視聽資料科

7. 美編發行科

8. 外文期刊科

9. 光華雜誌社

## 外部連結
- 國際傳播綜覽 - 中華民國外交部 （页面存档备份，存于）